# Monodelphis saci
Monodelphis saci är ett pungdjur i släktet pungnäbbmöss som förekommer i Brasilien.
Artepitetet saci i det vetenskapliga namnet syftar på den sydamerikansk anden saci. Anden är liten, har röd luva och går på endast ett ben. Med hjälp av luvan kan anden gömma sig eller vara synlig efter behov. Djuret har ett rödaktigt huvud, liksom en luva, och den var länge gömd i museernas arkiv innan den beskrevs.
Utbredningsområdet ligger vid södra sidan av Amazonfloden i nordvästra Brasilien. Monodelphis saci hittas i skogar med träd som är 10 till 15 meter höga och som är rika på klätterväxter. Den lever även i återskapade skogar.
Pälsen på ryggen har en brun till olivbrun färg med hår som är gråa vid roten och brunaktiga vid spetsen. På stjärten är pälsen mörkare. Som nämnd förut har huvudet en röd färg. Även undersidans päls är brun med undantag av bröstets och bukens centrum som är vita. På öronen finns fina hår som är från längre avstånd osynliga. Alla hannar och några honor har en körtel på strupen som avsöndrar en gul vätska som är synlig som gul fläck. Hår finns bara på svansens främre del och där huvudsakligen på undersidan. Bakre delen är täckt av fjäll som bildar en skruvlinje. Svansen har en mörkbrun ovansida och en ljusare undersida.
Kroppslängden (huvud och bål) är 93 till 117 mm, svansen är 41 till 59 mm lång, bakfötternas längd är 12 till 15 mm och öronen är 9 till 13 mm stora. Djuret väger 16 till 29 g. Honor är oftast lättare men kan ha samma storlek som hannar.
Arten listas inte än av IUCN.